# Heiko Racky
Heiko Racky (* 1. Oktober 1946 in Frankfurt/Main) ist ein ehemaliger deutscher Fußballspieler.

## Karriere
Der Stürmer Racky schaffte den Sprung aus der Jugend von Eintracht Frankfurt in das Bundesligateam. In seinen ersten beiden Spielzeiten absolvierte er kein Spiel. In seiner dritten bei der Eintracht, die Saison 1967/68 gab er sein Debüt am neunten Spieltag, den 14. Oktober 1967, beim Auswärtsspiel gegen Borussia Dortmund. Unter Trainer Elek Schwartz bildete er zusammen mit Jürgen Grabowski, Ernst Abbe und Jürgen Friedrich auf Linksaußen den Eintracht-Angriff. Er gab die Torvorlage bei der 2:1-Niederlage. Im weiteren Verlauf der Saison spielte er zehn weitere Male. Dabei gelang Racky ein Tor beim Spiel gegen den Karlsruher SC. Da auch noch mit Walter Bechtold, Bernd Hölzenbein, Oskar Lotz, Wolfgang Solz und Bernd Nickel weitere anerkannte Offensivkräfte beziehungsweise Talente mit Racky um die Plätze im Eintracht-Angriff konkurrierten, waren seine Einsatzchancen überschaubar. In der folgenden Spielzeit kam er unter dem neuen Trainer Erich Ribbeck lediglich auf fünf weitere Einsätze.
Zur Saison 1969/70 wechselte er zum Regionalligaaufsteiger im Süden, zum VfR Heilbronn, mit dem er in zwei Jahren in der Fußball-Regionalliga Süd einen 14. und einen 8. Platz in der Abschlusstabelle belegte. Dort schoss er 13 Tore in 67 Spielen. Neben der Behauptung in der Liga ragte das DFB-Pokalspiel am 12. Dezember 1970 gegen den Titelverteidiger Kickers Offenbach heraus. Mit Mannschaftskameraden wie Klaus Schmidt, Hans Mayer, Martin Kübler, Rainer Lippert, Jürgen Glinka, Harry Griesbeck und Erwin Hohenwarter glückte ein 2:0-Heimerfolg gegen die Elf vom Bieberer Berg. In der Runde 1971/72 trug Racky das Trikot von Rot-Weiss Frankfurt in der Amateurliga Hessen, bevor er ab 1972/73 für vier Jahre zum FSV Frankfurt wechselte.
Mit der Mannschaft aus dem Stadtteil Bornheim erlebte er in seiner ersten Runde mit den Blau-Schwarzen die Meisterschaft in der Hessenliga und damit den Aufstieg in die damals noch zweitklassige Regionalliga Süd. Im letzten Jahr des regionalen Bundesligaunterbaus durch die Regionalligen, 1973/74, erreichte er mit Spielertrainer Horst Trimhold und weiteren Mannschaftskameraden wie Karl-Heinz Volz, Horst Wenzel und Klaus-Peter Stahl den elften Rang. In 28 Ligaspielen hatte Racky vier Tore dazu erzielt. Mit dem FSV war er nicht für die neue 2. Fußball-Bundesliga zur Saison 1974/75 qualifiziert und ging so den Umweg über den Meisterschaftsgewinn in der Hessenliga und damit den Aufstieg in die 2. Bundesliga.
Nach dem Aufstieg in die 2. Liga, bestritt Racky noch ein Pflichtspiel, bei der 1:7-Heimniederlage am 23. August 1975 gegen den VfB Stuttgart, als er in der zweiten Halbzeit für Alfred Metzler eingewechselt wurde.